# Velvet Revolver
I Velvet Revolver sono stati un supergruppo rock statunitense formatosi nel 2003 e composto da tre ex componenti dei Guns N' Roses (il chitarrista Slash, il bassista Duff McKagan e il batterista Matt Sorum), dall'ex frontman degli Stone Temple Pilots, Scott Weiland e da Dave Kushner, chitarrista dei Wasted Youth.

## Storia
I tre ex Guns si ritrovarono a suonare insieme quasi per caso e decisero di formare un nuovo gruppo in occasione del funerale di Randy Castillo; a loro si unì Kushner mentre Weiland fu scelto dopo una serie di provini, da dove è stato anche realizzato un documentario. Prima di adottare il nome definitivo Velvet Revolver venne scelto temporaneamente il nome "The Project".
Il gruppo ha pubblicato due album: Contraband, uscito l'8 giugno 2004, dal quale fu estratto il singolo Fall To Pieces, e Libertad, uscito il 3 luglio 2007 e valutato da Rolling Stone con 3,5 stelle su 4.
Il 2 aprile 2008 Weiland è stato allontanato dal gruppo per via dei suoi problemi con la droga e la band intraprese, senza successo, una serie di audizioni nel tentativo di trovare un nuovo frontman; soltanto il 12 gennaio 2012, in occasione dello show Love You Madly: A Concert For John O'Brien a Hollywood, i Velvet Revolver si riunirono con Weiland. Negli anni successivi la band fu accantonata in seguito alla reunion degli Stone Temple Pilots e all'intensa attività solista di Slash.
La sera del 3 dicembre 2015 Weiland è stato trovato senza vita nel suo tour bus in Minnesota, dove si trovava per un concerto degli Scott Weiland & The Wildabouts, il che ha decretato lo scioglimento definitivo del gruppo. Nel 2016 Slash e Duff si sono riuniti ad Axl Rose nei Guns N' Roses.

## Formazione
Ultima
- Slash - chitarra solista (2002 - 2012)
- Dave Kushner - chitarra ritmica (2002 - 2012)
- Duff McKagan - basso, cori (2002 - 2012)
- Matt Sorum - batteria, cori (2002 - 2012)
- Scott Weiland - voce (2003-2008, 2012)

## Discografia
- 2004 - Contraband
- 2007 - Libertad

## Galleria d'immagini

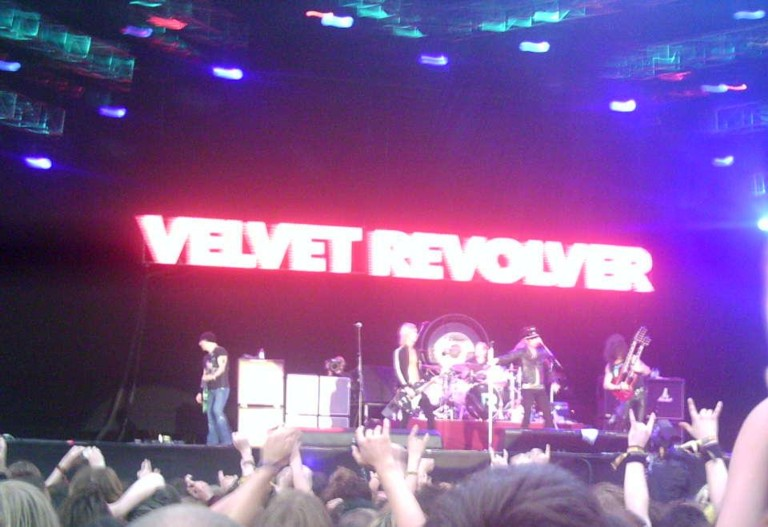
Download Festival, Inghilterra, 2005
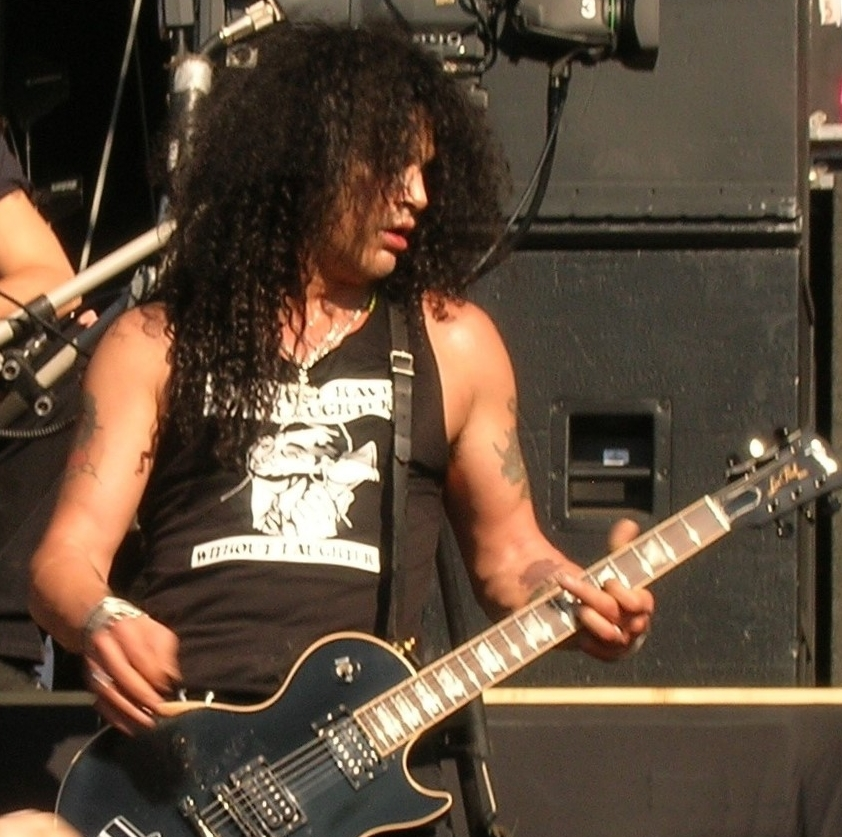
Slash
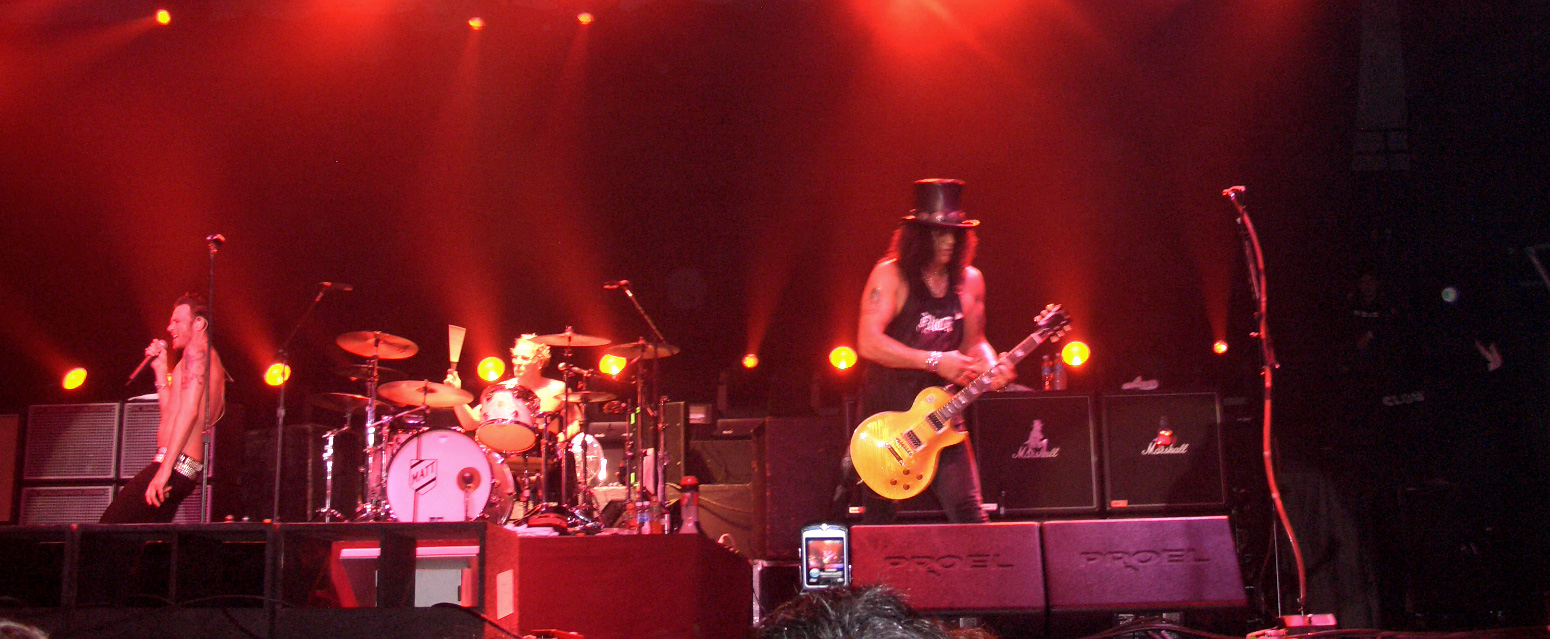
Velvet Revolver live in Argentina